# Gabonese parlementsverkiezingen (1990)
De Gabonese parlementsverkiezingen van 1990 waren de eerste parlementsverkiezingen op basis van een meerpartijensysteem sinds 1964. Aan het begin van 1990 wees president Omar Bongo - aan de macht sinds 1967 - de terugkeer naar een meerpartijenstelsel nog van de hand, maar op 9 maart kondigde hij voor het einde van maart een nationale conferentie (Conférence nationale souveraine (RDC)) aan waar werd besloten tot het toestaan van oppositiepartijen naast de regeringspartij Parti démocratique gabonais (PDG) en verdere democratisering. Reden tot deze ommezwaai waren een golf van stakingen en gewelduitbarstingen. Ondanks de invoering van het meerpartijensysteem in maart, bleef het geweld aanhouden - mede vanwege de moord op de linkse oppositiepoliticus Joseph Rendjambe - en in mei werden zelfs enkele Franse militaire gegijzeld, maar die werden spoedig weer vrijgelaten. De noodtoestand werd uitgeroepen en met hulp van Franse militairen wist het Gabonese leger in mei en juni de orde weer te herstellen. Om tegemoet te komen aan de oppositie werd er een overgangsregering gevormd waarin ook de oppositie vertegenwoordigd was.
Op 7 augustus werd bekengemaakt dat er op 16 en 23 september gestemd zou worden. De verkiezingscampagne ging op 16 augustus van start. Op de dag van de eerste verkiezingsronde, 16 september, beklaagden kiezers zich over frauduleuze praktijken met als bedoeling de regerende PDG aan de macht te houden. De resultaten in 32 van de 120 kiesdistricten werden de uitslagen ongeldig verklaard. De voor 23 september geplande tweede verkiezingsronde werd opgeschort. Op 21 en 28 oktober vonden er twee nieuwe verkiezingsronden plaats: op 21 oktober werden de verkiezingen in de 32 kiesdistricten waarvan de uitslag ongeldig was verklaard overgedaan en op 28 oktober vond er een tweede ronde plaats. Deze keer verliepen de verkiezingen relatief rustig. In twee kiesdistricten hadden zich toch enkele onregelmatigheden voorgedaan en op 4 november vonden aldaar herverkiezingen plaats. Op die dag werd ook de officiële uitslag bekendgemaakt. Hieruit bleek dat de PDG veruit de grootste partij was geworden met 63 zetels. De Rassemblement national des bûcherons (RNB) - een afsplitsing van de Mouvement de redressement national (MORENA) - werd de tweede partij van het land met 20 zetels en op de derde plaats eindigde de Parti gabonais du progrès (PGP), partij van de vermoordde Rendjambe, met 18 zetels.

## Uitslag
| Partij                                               | Zetels  | % |
| ---------------------------------------------------- | ------- | - |
| Parti démocratique gabonais                          | 63      |   |
| Rassemblement national des bûcherons                 | 20      |   |
| Parti gabonais du progrès                            | 18      |   |
| Mouvement de redressement national                   | 7       |   |
| Association pour le socialisme au Gabon              | 6       |   |
| Union socialiste gabonaise                           | 4       |   |
| Cercle pour le renouveau et le progrès               | 1       |   |
| Union pour la démocratie et le développement Mayumba | 1       |   |
| Totaal                                               | 120     |   |
|                                                      |         |   |
| Geregistreerde kiezers/ Opkomst                      | 600.000 |   |
| Bron: AED, IPU, W.P.                                 |         |   |

## Nasleep
President Bongo gaf Casimir Oye Mba de opdracht om een regering te vormen die 26 november werd gepresenteerd. Het was coalitie bestaande uit de PDG en de vijf grootste oppositiepartijen.